# Gina Lollobrigida
Gina Lollobrigida, właśc. Luigina Lollobrigida (ur. 4 lipca 1927 w Subiaco, zm. 16 stycznia 2023 w Rzymie) – włoska aktorka filmowa i fotoreporterka. Była jedną z najbardziej znanych europejskich aktorek lat pięćdziesiątych i wczesnych sześćdziesiątych – międzynarodowym symbolem seksu.
Gdy jej kariera filmowa zwolniła, rozpoczęła działalność jako fotoreporterka.
W 2008 otrzymała nagrodę National Italian American Foundation (NIAF) za całokształt twórczości na gali jubileuszowej fundacji. W 2013 sprzedała swoją kolekcję biżuterii i przekazała prawie 5 milionów dolarów ze sprzedaży na badania nad terapią komórkową.

## Życiorys

### Wczesne lata
Urodziła się w Subiaco jako druga z czterech córek Giuseppiny (z domu Mercuri) i Giovanniego Lollobrigidy, fabrykanta mebli. Miała trzy siostry: Giulianę (ur. 1924), Marię (ur. 1929) i Fernandę (1930–2011). W latach 1944–1947 studiowała rzeźbę i malarstwo w Academy of Fine Arts w Rzymie.

### Kariera
W 1945, mając osiemnaście lat wystąpiła na scenie Teatro della Concordia w Monte Castello di Vibio w komedii Santarellina. Wkrótce rozpoczęła pracę jako modelka. Brała udział w kilku konkursach piękności i w 1947 zajęła trzecie miejsce w konkursie Miss Włoch. Następnie występowała w niewielkich rolach we włoskich filmach takich jak musical Łucja z Lammermooru (Lucia di Lammermoor, 1946) wg powieści Waltera Scotta, dramat przygodowy Riccarda Fredy Czarny orzeł (Aquila nera, 1946) z Rossanem Brazzim, musical Pagliacci (1948) z muzyką Ruggera Leoncavalla z Titem Gobbim czy dramacie Luiga Zampy Dzwonki alarmowe (Campane a martello, 1949).
Po serii włoskich filmów została zauważona przez Hollywood. W 1950 Howard Hughes podpisał wstępny siedmioletni kontrakt z Lollobrigidą na udział w trzech filmach rocznie. Jednak Lollobrigida odmówiła ostatecznych warunków umowy, woląc pozostać w Europie. 15 września 1954 spotkała Marilyn Monroe w trakcie realizacji filmu Słomiany wdowiec w Nowym Jorku. Za rolę wieśniaczki Marii De Ritis w komedii romantycznej Luigiego Comenciniego Chleb, miłość i fantazja (Pane, amore e fantasia, 1953) została uhonorowana Nastro d’argento dla najlepszej aktorki i była nominowana do nagrody BAFTA dla najlepszej aktorki zagranicznej. Jako włoska śpiewaczka Lina Cavalieri w dramacie Roberta Z. Leonarda Najpiękniejsza kobieta świata (La donna più bella del mondo, 1955) z Vittorio Gassmanem otrzymała nagrodę David di Donatello dla najlepszej aktorki i Bambi. W dramacie Jeana Delannoya Dzwonnik z Notre-Dame (1956) na podstawie powieści Wiktora Hugo, z udziałem Anthony’ego Quinna została obsadzona w roli Esmeraldy, za którą zdobyła Bambi. W melodramacie Carola Reeda Trapez (Trapeze, 1956) u boku Burta Lancastera i Tony’ego Curtisa zagrała postać manipulującej uczuciami akrobatki cyrkowej Loli, która przyniosła jej nagrodę Bambi.
W 1958 Orson Welles nakręcił telewizyjny film dokumentalny ABC Portret Giny. W biblijnym filmie Kinga Vidora Salomon i Królowa Saby (Solomon and Sheba, 1959) z Yulem Brynnerem wcieliła się w królową Saby. Za rolę Marietty w dramacie kryminalnym Julesa Dassina Prawo (La Legge, 1959) odebrała nagrodę Bambi. Za kreację Lisy Heleny Fellini w komedii romantycznej Roberta Mulligana Kiedy nadejdzie wrzesień (Come September, 1961) z Rockiem Hudsonem zdobyła Złoty Glob Nagrodę Henrietty jako światowa ulubienica filmowa. Rola Paulette Bonaparte w dramacie historycznym Jeana Delannoya Cesarska Wenus (Venere imperiale, 1963) ze Stephenem Boydem odebrała David di Donatello i Nastro d’argento. Za rolę matki Carli Campbell w komedii Dobranoc, signora Campbell (1968) zdobyła David di Donatello i była nominowana do Złotego Globu dla najlepszej aktorki w filmie komediowym lub musicalu. Była niebieską wróżką z turkusowymi włosami w miniserialu Rai 1 Przygody Pinokia (Le avventure di Pinocchio, 1972) na motywach powieści Carla Collodiego u boku Nina Manfrediego.
Była na okładkach magazynów takich jak „Paris Match” (w styczniu 1963), „People” (w czerwcu 1954), „Time” (w sierpniu 1954), „Life” (w listopadzie 1954), „Esquire” (w maju 1955), „Bravo” (w kwietniu 1959), „Cosmopolitan” (w sierpniu 1959), „Film” (w maju 1968) i „TV Guide” (w styczniu 1985). W drugiej połowie lat 70.  wycofała się z filmu i zajęła fotografią dla świata mody i firm kosmetycznych.
Powróciła na mały ekran w roli Franceski Gioberti w operze mydlanej Falcon Crest (1984), za którą zdobyła nominację do Złotego Globu dla najlepszej aktorki drugoplanowej w serialu, miniserialu lub filmie telewizyjnym. Wystąpiła także jako księżniczka Alessandra w melodramacie telewizyjnym NBC Oszustwa (Deceptions, 1985) ze Stefanie Powers i jako Carla Lucci w sitcomie ABC Statek miłości (1986). Przewodniczyła obradom jury konkursu głównego na 36. MFF w Berlinie (1986), gdzie otrzymała również nagrodę Berlinale Camera. W 1987 została uhonorowana niemiecką nagrodą filmową Bambi.
W 1991 brała udział w 44. MFF w Cannes.

## Życie prywatne
15 stycznia 1949 poślubiła słoweńskiego lekarza Milko Skofica, z którym miała syna – Milko Skofica juniora. 25 czerwca 1971 rozwiodła się. W latach 1969–1970 była zaręczona z George’em Kaufmanem. W październiku 2006 oznajmiła, że jest związana z młodszym o 34 lata hiszpańskim biznesmenem Javierem Rigau y Rafols, którego poznała ponad 20 lat wcześniej (1984) na przyjęciu w Monte Carlo. W listopadzie 2010 wzięli ślub.

## Filmografia
- 1946
  - Lucia di Lammermoor (Łucja z Lammermooru)
  - Aquila nera (Czarny orzeł)
  - L’ Elisir d’amore jako dziewczyna Adiny

- 1947
  - Il Segreto di Don Giovanni
  - Il Delitto di Giovanni Episcopo jako gość na przyjęciu
  - A Man About the House

- 1948
  - Pagliacci jako Nedda, żona Cania

- 1949
  - Campane a martello jako Agostina
  - Follie per l'opera jako Dora Scala
  - La Sposa non può attendere jako Donata

- 1950
  - Miss Italia jako Lisetta Minneci
  - Alina jako Alina
  - Cuori senza frontiere jako Donata Sebastian
  - Vita da cani jako Margherita (Rita) Buton

- 1951
  - Amor non ho... però... però jako Gina
  - Enrico Caruso: leggenda di una voce jako Stella
  - A Tale of Five Cities jako Maria Severini
  - La Città si difende jako Daniela
  - Achtung! Banditi! (Achtung, Banditen!) jako Anna

- 1952
  - Altri tempi (Trudne czasy) jako Mariantonia
  - Moglie per una notte jako Ottavia
  - Fanfan la Tulipe (Fanfan Tulipan) jako Adeline La Franchise
  - Les Belles de nuit (Piękności nocy) jako Leila/Cashier

- 1953
  - Le Infedeli jako Lulla Possenti
  - La Provinciale jako Gemma Vagnuzzi
  - Beat the Devil (Pobij diabła) jako Maria Dannreuther
  - Pane, amore e fantasia (Chleb, miłość i fantazja) jako Maria De Ritis „La Bersagliera”

- 1954
  - Un Giorno in pretura (Dzień z życia sędziego) jako Frine
  - Le Grand jeu jako Sylvia Sorrego/Helena Ricci
  - Il Maestro di Don Giovanni jako Francesca
  - La Romana (Rzymianka) jako Adriana
  - Pane, amore e gelosia (Chleb, miłość i zazdrość) jako Maria De Ritis „La Bersagliera”

- 1955
  - La Donna più bella del mondo (Najpiękniejsza kobieta świata) jako Lina Cavalieri

- 1956
  - Trapeze (Trapez) jako Lola
  - Notre Dame de Paris (Dzwonnik z Notre Dame) jako Esmeralda

- 1958
  - Anna di Brooklyn (Anna z Brooklynu) jako Anna

- 1959
  - La Legge jako Marietta
  - Solomon and Sheba (Salomon i Królowa Saby) jako królowa Saby
  - Never So Few jako Carla Vesari

- 1961
  - Go Naked in the World (Idź nago w świat) jako Guilietta Cameron
  - Come September (Kiedy nadejdzie wrzesień) jako Lisa Helena Fellini

- 1962
  - La Bellezza di Ippolita (Piękna Hipolita) jako Ippolita
  - 23 kwietnia Lykke og Krone (serial dokumentalny TV) jako ona sama

- 1963
  - Venere imperiale (Cesarska Wenus) jako Paulette Bonaparte
  - Mare matto (Wzburzone morze) jako Margherita

- 1964
  - Woman of Straw (Intrygantka) jako Maria Marcello

- 1965
  - Le Bambole jako Beatrice (odcinek „Monsignor Cupido”)
  - Strange Bedfellows jako Toni Vincente

- 1966
  - Le Piacevoli notti jako Domicilla
  - Hotel Paradiso jako Marcelle Cotte
  - Io, io, io... e gli altri jako Titta
  - Les Sultans jako Lisa

- 1967
  - Cervantes jako Giulia

- 1968
  - Stuntman jako Evelyn Lake
  - La Morte ha fatto l'uovo jako Anna
  - The Private Navy of Sgt. O’Farrell jako Maria
  - Buona Sera, Mrs. Campbell (Dobranoc, signora Campbell) jako Carla Campbell

- 1969
  - Un Bellissimo novembre jako Cettina

- 1971
  - Bad Man’s River jako Alicia

- 1972
  - King, Queen, Knave (Król, dama, walet) jako Martha Dreyer
  - Le Avventure di Pinocchio (serial TV) jako Fatina Azzurra

- 1973
  - No encontré rosas para mi madre jako Netty / Tani, fotografka

## Nagrody
- 19. ceremonia wręczenia Złotych Globów